# Unité urbaine de Caussade
L'unité urbaine de Caussade est une unité urbaine française centrée sur Caussade, département de Tarn-et-Garonne.

## Données générales
En 2010, selon l'INSEE, l'unité urbaine de Caussade est composée de deux communes, toutes deux situées dans le département de Tarn-et-Garonne, plus précisément dans l'arrondissement de Montauban.
L'unité urbaine de Caussade était le pôle urbain de l'aire urbaine de Caussade. En 2020 elle intégré l'aire d'attraction de Montauban. 

## Délimitation de l'unité urbaine de 2010
En 2010, l'Insee a procédé à une révision des délimitations des unités urbaines de la France; celle de Caussade est composée de deux communes.

### Communes
Liste des communes appartenant à l'unité urbaine de Caussade selon la nouvelle délimitation de 2010 et sa population municipale en 2016 (liste établie par ordre alphabétique) :
| Nom      | Code Insee | Département     | Statut       | Superficie (km2) | Population (dernière pop. légale) | Densité (hab./km2) | Modifier                                    |
| -------- | ---------- | --------------- | ------------ | ---------------- | --------------------------------- | ------------------ | ------------------------------------------- |
| Caussade | 82037      | Tarn-et-Garonne | ville-centre | 45,73            | 6 858 (2022)                      | 150                | modifier les données · modifier les données |
| Monteils | 82126      | Tarn-et-Garonne | banlieue     | 12,08            | 1 354 (2022)                      | 112                | modifier les données · modifier les données |

## Évolution démographique
L'évolution démographique ci-dessous concerne l'unité urbaine selon le périmètre défini en 2010.
| 1968  | 1975  | 1982  | 1990  | 1999  | 2007  | 2012  | 2013  | 2015  |
| ----- | ----- | ----- | ----- | ----- | ----- | ----- | ----- | ----- |
| 5 846 | 6 195 | 6 721 | 7 008 | 7 046 | 7 757 | 8 022 | 8 095 | 8 205 |

| 2017  | 2018  | 2021  | - | - | - | - | - | - |
| ----- | ----- | ----- | - | - | - | - | - | - |
| 8 224 | 8 195 | 8 165 | - | - | - | - | - | - |

## Sources
1. ↑  Composition communale de l'unité urbaine de Caussade
2. ↑  http://www.statistiques-locales.insee.fr/FICHES/DL/UU2010/DL_UU201082401.pdf
3. ↑  « Comparateur de territoires − Comparez les territoires de votre choix -… », sur Insee (consulté le 5 octobre 2023).